# Ełła Pamfiłowa
Ełła Aleksandrowna Pamfiłowa, ros. Элла Александровна Памфилова (ur. 12 września 1953 w Olmaliq, Uzbecka SRR) – rosyjska inżynier i polityk, minister ds. opieki społecznej Rosji w latach 1991–1994.

## Życiorys
W 1976 ukończyła studia w moskiewskim Instytucie Energetyki, uzyskując dyplom inżyniera elektronika. W latach 1976–1989 pracowała w przedsiębiorstwie Mosenergo.
W roku 1985 wstąpiła do KPZR, od 1990 bezpartyjna. W 1989 uzyskała mandat do Rady Najwyższej ZSRR. Zasiadała w komitecie ds. ochrony środowiska naturalnego. 15 listopada 1991 objęła stanowisko ministra ds. opieki społecznej w rządzie Jegora Gajdara, a następnie w kolejnym rządzie, kierowanym przez Wiktora Czernomyrdina. W lutym 1994 została usunięta ze stanowiska. Trzy miesiące później znalazła się w składzie Rady Polityki Społecznej działającej przy Prezydencie Federacji Rosyjskiej.
W maju 1996 stanęła na czele wszechrosyjskiego ruchu „Za zdrową Rosję”, ale w wyborach parlamentarnych 1999 nie zdobyła mandatu do Dumy. W wyborach prezydenckich 2000 była pierwszą kobietą w dziejach Rosji ubiegającą się o ten urząd. Zdobyła wówczas 1,02% głosów. W tym samym roku została członkinią społecznej komisji badającej przypadki naruszenia praw człowieka na Północnym Kaukazie.
W latach 2002–2010 przewodniczyła Komisji Praw Człowieka przy Prezydencie Federacji Rosyjskiej (od 2004 Komisji ds. Rozwoju Instytucji Społeczeństwa Obywatelskiego i Praw Człowieka). 30 lipca 2010 złożyła rezygnację z tej funkcji. W latach 2001–2014 była zaangażowana w działalność ruchu społecznego Grażdanskoje dostoinstwo (Гражданское достоинство).
W 2003 odznaczona Orderem Zasług dla Ojczyzny, a w 2010 Orderem Honoru.
W życiu prywatnym jest rozwódką, ma jedną córkę.